# Прери Вју (Тексас)
Прери Вју (енгл. Prairie View) град је у америчкој савезној држави Тексас. По попису становништва из 2010. у њему је живело 5.576 становника.

## Демографија
Према попису становништва из 2010. у граду је живело 5.576 становника, што је 1.166 (26,4%) становника више него 2000. године.
| Група             | 2000.         | 2010.         |
| Белци             | 116 (2,6%)    | 147 (2,6%)    |
| Афроамериканци    | 4.124 (93,5%) | 4.938 (88,6%) |
| Азијати           | 19 (0,4%)     | 20 (0,4%)     |
| Хиспаноамериканци | 117 (2,7%)    | 427 (7,7%)    |
| Укупно            | 4.410         | 5.576         |